# ラッセル (月のクレーター)
ラッセル（Lassell）は、月の雲の海の東に位置するクレーター。海王星の衛星トリトンと、土星の衛星・ヒペリオンを発見したイギリスの天文学者・ウィリアム・ラッセルに因んで命名された。東にはアルペトラギウス、北東にはアルフォンスが位置している。
ラッセルの地表は平らく、アルベドは低い。よって、外部から見るとクレーター内が暗く見え、風化していない周壁は、ほぼ円の形を描いている。
ラッセルの東北東には「ラッセルB」と呼ばれる円形のクレーターがあるが、このクレーターは太陽角度が高く、ラッセルよりアルベドが高いためラッセルよりかは明るく見える。また、ラッセルの西北西に「ラッセルD」と称されるクレーターがあるが、このクレーターもアルベドが高く、月の明るく見える部分の1つである。

## 付随クレーター
ラッセルのごく近くにある小さな無名のクレーターについては、アルファベットを付加することによって識別される。
| 名称 | 月面緯度     | 月面経度     | 直径 |
| ---- | ------------ | ------------ | ---- |
| A    | 南緯 16.8 度 | 西経 6.8 度  | 3 km |
| B    | 南緯 16.1 度 | 西経 7.7 度  | 4 km |
| C    | 南緯 14.7 度 | 西経 9.3 度  | 9 km |
| D    | 南緯 14.5 度 | 西経 10.5 度 | 2 km |
| E    | 南緯 18.2 度 | 西経 10.2 度 | 5 km |
| F    | 南緯 17.1 度 | 西経 12.5 度 | 5 km |
| G    | 南緯 14.8 度 | 西経 9.0 度  | 7 km |
| H    | 南緯 14.5 度 | 西経 11.2 度 | 5 km |
| J    | 南緯 14.8 度 | 西経 10.4 度 | 4 km |
| K    | 南緯 15.1 度 | 西経 8.9 度  | 4 km |
| M    | 南緯 14.2 度 | 西経 8.8 度  | 3 km |
| S    | 南緯 18.2 度 | 西経 8.5 度  | 4 km |
| T    | 南緯 17.1 度 | 西経 8.8 度  | 2 km |